# Đảo chính Sudan tháng 10 năm 2021
Ngày 25 tháng 10 năm 2021, trong một cuộc đảo chính quân sự, quân đội Sudan do Tướng Abdel Fattah al-Burhan lãnh đạo đã nắm quyền kiểm soát chính phủ. Ít nhất năm nhân vật cấp cao của chính phủ ban đầu đã bị bắt giữ. Thủ tướng Abdalla Hamdok phản đối cuộc đảo chính, ngày 26 tháng 10 bị quản thúc tại gia. Đã xảy ra tình trạng mất kết nối Internet trên diện rộng. Cùng ngày, Hội đồng Chủ quyền bị giải tán, ban bố tình trạng khẩn cấp, và phần lớn nội các Hamdok cùng một số lượng lớn những người ủng hộ chính phủ đã bị bắt giữ.
Các nhóm dân sự lớn gồm Hiệp hội Chuyên gia Sudan và Lực lượng Tự do và Thay đổi đã kêu gọi bất tuân dân sự và từ chối hợp tác với những người tổ chức đảo chính. Các cuộc biểu tình quần chúng đã diễn ra vào ngày 25 và 26 tháng 10 chống lại cuộc đảo chính. Phía quân đội thực hiện các biện pháp gây chết người. Ít nhất 10 thường dân thiệt mạng và hơn 140 người bị thương trong ngày đầu tiên của các cuộc biểu tình. Bộ Ngoại giao, Bộ Thông tin và Văn phòng Thủ tướng từ chối công nhận việc chuyển giao quyền lực, nói rằng cuộc đảo chính là một tội ác và Hamdok vẫn là thủ tướng. Ngày 26 tháng 10, Liên minh châu Phi đã đình chỉ tư cách thành viên của Sudan, trong khi chờ chính phủ Hamdok trở lại nắm quyền. Vào ngày 27 tháng 10, Liên minh châu Âu, Hoa Kỳ và các cường quốc phương Tây khác tuyên bố rằng họ tiếp tục công nhận nội các Hamdok là "các nhà lãnh đạo hợp hiến của chính phủ chuyển tiếp" và yêu cầu các đại sứ của họ được tiếp cận với nội các của Hamdok.